# هوكور بال سيغوردسون
هوكور بال سيغوردسون هو لاعب كرة قدم آيسلندي في مركز الوسط، ولد في 5 أغسطس 1987 في آيسلندا. شارك مع منتخب آيسلندا تحت 19 سنة لكرة القدم ومنتخب آيسلندا تحت 21 سنة لكرة القدم ومنتخب آيسلندا لكرة القدم. أما مع النوادي، فقد لعب مع نادي فالور.

## وصلات خارجية
- هوكور بال سيغوردسون على موقع قاعدة بيانات كرة القدم.إي يو (الإنجليزية)
- هوكور بال سيغوردسون على موقع ناشيونال فوتبول تيمز (الإنجليزية)